# Athlete
Athlete és un grup de música anglès d'estil indie rock i rock alternatiu sorgit a Deptford (Londres) i format per Joel Pott (veu principal i guitarra), Carey Willetts (baix i cors), Stephen Roberts (bateria i cors) i Tim Wanstall (teclats). Recentment, la banda ha reclutat Jonny Pilcher (del grup Weevil) com a guitarrista als seus concerts.
El seu salt qualitatiu el donaren en 2005 amb Tourist, que a més de la cançó homònima destaca per "Wires" i "Yesterday Threw Everything At Me". Al setembre de 2007 tragueren el treball de la seva consagració, Beyond the Neighbourhood.
Fins al moment han publicat tres àlbums:
1. Vehicles and Animals (2003)
2. Tourist (2005)
3. Beyond the Neighbourhood (2007)